# Бирмингам (лек крайцер, 1907)
Вижте пояснителната страница за други значения на Бирмингам.
„Бирмингам“ (на английски: USS Birmingham (CL-2)) е лек крайцер на ВМС на САЩ от времето на Първата световна война, втори кораб от типа „Честър“.

## История на създаването
Заложен е на 14 август 1905 г. в корабостроителницата Fore River Shipbuilding Company в Куинси, щата Масачузетс, спуснат е на вода на 29 май 1907 г., „кръстен“ е от мисис L. Underwood, влиза в строй на 11 април 1908 г. под командването на командер B. T. Wallin.

## История на службата
Служи в Атлантическия флот, става първият военен кораб, от палубата на който излита самолет.
От 1909 г. до 1910 г. кораба „USS Birmingham“ заедно със USS Salem (CL-3) плават от САЩ до Либия и обратно, участвайки по поръчка на ВМФ на САЩ в изследване върху разпространението на радиовълните на голямо разстояние под ръководството на радиофизика Луис Остин. С получените данни Остин и неговият помощник доктор Луис Кохен определят емпиричните зависимости между мощността на радиосигналите, тяхната честота и разстоянието, на което те са предадени, и е изведена формулата за определяне на мощността на сигнала, предаван на големи разстояния (формула на Остин или формула на Остин-Кохен).
През 1913 г. е преоборудван на плавбаза за торпедни катери. По време на Първата световна война ескортира конвои с войски за Франция, ескортира конвои от Гибралтар до Британските острови и Франция, през януари 1919 г. се връща в САЩ. До 1922 г. се базира в Сан Диего, флагман е на ескадрон разрушители, а след това е преведен в Балбоа, като флагман на ескадрона със специални предназначение, през 1923 г. е отписан от флота, а през 1930 г. е разкомплектован за метал.

## Коментари
1. ↑  Всички данни са приведени към момента на влизането в строй.
2. ↑  Буквите показват принадлежността към определен класː ВВ – линкор, СС, CL, СА – съответно линеен, лек или тежък крайцер, CV – самолетоносач, DD – разрушител, SS – подводница и т.н.